# Оттонелло, Джакомо Гвидо
Джакомо Гвидо Оттонелло (итал. Giacomo Guido Ottonello; род. 29 августа 1946, Мазоне, Италия) — итальянский прелат и ватиканский дипломат. Титулярный архиепископ Сасабе с 29 ноября 1999. Апостольский нунций в Панаме с 29 ноября 1999 по 26 февраля 2005. Апостольский нунций в Эквадоре с 26 февраля 2005 по 1 апреля 2017. Апостольский нунций в Словакии с 1 апреля 2017 по 31 октября 2021.